# 1992 FA1
1992 FA1 är en asteroid i huvudbältet som upptäcktes den 26 mars 1992 av de båda japanska astronomerna Seiji Ueda och Hiroshi Kaneda i Kushiro.
Den tillhör asteroidgruppen Flora.